# لشکر ۹۵ پیاده (ایالات متحده آمریکا)
لشکر ۹۵ پیاده (انگلیسی: 95th Infantry Division) لشکر پیاده‌نظام نیروی زمینی ایالات متحده آمریکا است، که در سال ۱۹۱۸ تأسیس شد.
امروزه این لشکر به عنوان لشکر ۹۵ آموزشی، بخشی از نیروی ذخیره ارتش ایالات متحده است، که در فورت سیل، اوکلاهما، مستقر است.
این لشکر که برای جنگ جهانی اول خیلی دیر فعال شد، تا جنگ جهانی دوم در نیروی ذخیره ارتش باقی ماند و سپس به اروپا اعزام شد. این لشکر که به خاطر مقابله با ضدحملات شدید آلمان مشهور بود، به خاطر نبرد برای آزادسازی و دفاع از شهر، لقب «مردان آهنین متز» را به دست آورد.
در آوریل ۱۹۴۵، لشکر ۹۵ پیاده یک زندان و اردوگاه کار غیرنظامی آلمانی را در شهر ورل کشف کرد. در ۷ آوریل، این واحد گزارش داد که اردوگاهی را کشف کرده است که حدود ۴۵۰۰ افسر فرانسوی دچار سوءتغذیه و ۸۰۰ سرباز وظیفه در آن اقامت داشتند. در ابتدا لشکر ۹۵ جیره‌های اضطراری را از ذخایر خود لشکر به زندانیان می‌داد.
پس از جنگ جهانی دوم، این لشکر مدت کوتاهی دیگر را در نیروی ذخیره گذراند و سپس به عنوان یکی از لشکرهای آموزشی ارتش فعال شد.
لشکر ۹۵ پیاده در سال ۱۹۹۵ توسط مرکز تاریخ نظامی ارتش ایالات متحده و موزه یادبود هولوکاست ایالات متحده به عنوان یک واحد آزادسازی شناخته شد.
طی پنجاه سال بعد، این لشکر با تغییر نقش‌های آموزشی و جابجایی واحدهای تابعه در فرماندهی آن، شاهد تغییرات متعددی در ساختار خود بود. این لشکر بسیاری از فرماندهی‌های هنگ و تیپ را برای انجام نقش‌های آموزشی مختلف فعال کرد. سپس این لشکر شروع به انجام آموزش واحدهای یک ایستگاهی کرد، مسئولیتی که تا به امروز ادامه دارد.